# Bogdan Czapiewski
Bogdan Czapiewski (ur. 8 marca 1949 w Gdyni) – polski pianista i pedagog.

## Życiorys
Urodził się w rodzinie Stanisława, dyrygenta, i Marii z domu Walińskiej. Uczył się w klasie fortepianu u Marii Tołwińskiej w Podstawowej Szkole Muzycznej w Gdyni (1956–1963 ), następnie w klasie Krystyny Jastrzębskiej w Średniej Szkole Muzycznej w Gdańsku (1963–1967). Studiował na Akademii Muzycznej w Gdańsku (klasa fortepianu prof. Zbigniewa Sliwińskiego), na Akademii Muzycznej w Warszawie (studium podyplomowe, klasa prof. Jana Ekiera) oraz na Indiana University School Of Music w Bloomington (klasa György Seböka). Tytuł profesora zwyczajnego uzyskał w 2001 w Katedrze Fortepianu na Wydziale Instrumentalnym AM w Gdańsku.
Koncertował m.in. z Belgijską Orkiestrą Narodową, Belgijską Orkiestrą Radiowo-Telewizyjną, Orkiestrą Filharmonii Narodowej, Orkiestrę Węgierskiej Filharmonii Narodowej, Polską Orkiestrą Kameralną, Polską Orkiestrą Radiową, Wielką Orkiestrą Symfoniczną Polskiego Radia.
Laureat konkursów pianistycznych:
- Ferrucio Busoni Competition w Bolzano (1975)
- Jose Vianna da Motta Competition w Lizbonie (1975)
- Festiwal Pianistyki Polskiej w Słupsku (1976)
- Montreal Mucic Competition (1976)

Od 2006 członek Zarządu Towarzystwa im. Fryderyka Chopina.

## Odznaczenia
- Srebrny Medal „Zasłużony Kulturze Gloria Artis” (16 kwietnia 2024)[3][4]
- Brązowy Medal „Zasłużony Kulturze Gloria Artis” (28 sierpnia 2007)[3]
- Medal Komisji Edukacji Narodowej (2017)[1]

## Nagrody i wyróżnienia
- Grand Prix du Disque Liszt na Międzynarodowym Konkursie Płytowym w Budapeszcie (1987)
- Nominacje do Nagrody Muzycznej Fryderyk w kategoriach: Album Roku Muzyka Solowa oraz Najwybitniejsze Nagranie Muzyki Polskiej za płytę Rachmaninow, Prokofiew, Serocki - Sonaty (DUX) (2005)[5]
- Nagroda Prezydenta Miasta Gdańska w Dziedzinie Kultury z okazji jubileuszu 60-lecia Akademii Muzycznej im. Stanisława Moniuszki (2007)[6]
- Nagroda Prezydenta Miasta Gdańska w Dziedzinie Kultury z okazji jubileuszu 35-lecia pracy dydaktycznej, a także za wszystkie zagrane i jeszcze niezagrane koncerty (2012)[6]